# Dan-Axel Zagadou
Dan-Axel Zagadou, född 3 juni 1999 i Créteil, är en fransk fotbollsspelare.

## Karriär
Den 5 juni 2017 värvades Zagadou av Borussia Dortmund, där han skrev på ett femårskontrakt.